# Dolen Enewec
Dolen Enewec (bułg. Долен Еневец) – wieś w Bułgarii, w obwodzie Wielkie Tyrnowo, w gminie Wielkie Tyrnowo. Wieś wymarła.